# Eigg
Eigg (en gaélico escocés: Eige) es una de las islas Small, en las Hébridas Interiores escocesas. Está ubicada al sur de la isla de Skye, y al norte de la península de Ardnamurchan. Eigg tiene 9 km de largo en dirección norte sur, y 5 km en dirección transversal. Con una superficie de 30,5 km², es la segunda isla en superficie de las islas Small, después de Rum.

## Geografía
Cleadale es el principal asentamiento en Eigg, la zona es una fértil llanura costera en el noroeste de la isla. Se destaca su playa de cuarzo, llamada las "arenas cantoras" debido al particular sonido que producen cuando están secas y se camina por ellas.
El centro de la isla es una meseta moorland, que se eleva hasta 393 metros en el An Sgurr, un macizo de bordes verticales en tres de sus lados. Desde su cima se divisan las islas de Mull, Coll, Muck, las Hébridas Exteriores, Rum, Skye, y las montañas de Lochaber en tierra firme.

## Historia
En Eigg existen restos que se remontan a la Edad de bronce y a la Edad de hierro. El monasterio en Kildonan fue fundado por el misionero irlandés, San Donnán. Él y sus monjes fueron masacrados en el año 617 por la reina picta local. En épocas medievales la isla era propiedad de Ranald MacDonald. Una larga disputa con los MacLeods condujo a la masacre de toda la población de la isla. Ellos se habían refugiado en una cueva en la costa sur, y fueron ahogados por un fuego encendido a la entrada de la cueva.
Hacia el siglo XIX, la población de la isla era de 500 habitantes, que producían patatas, avena, ganado y kelp. Cuando la cría de ovejas se convirtió en una alternativa más redituable, el terreno fue despejado mediante emigración obligatoria - en 1853 toda la población de la villa de Gruilin, compuesta de 14 familias se vio forzada a emigrar.
El geólogo y escritor escocés Hugh Miller visitó la isla en la década de 1840 y escribió un extenso y detallado relato de sus exploraciones en su libro The Cruise of the Betsey publicado en 1858. El libro incluye una descripción de su visita a la Cueva de Frances (Uamh Fhraing) en la cual toda la población de la isla fue ahogada con humo por los McLeods de Skye unos cientos de años antes. Miller era un geólogo autodidacta; por lo que el libro contiene observaciones detalladas de la geología de la isla, incluido el Scuir y las singing sands. Miller describe a los isleños de Eigg como "una raza de porte mediano, activa, con cráneos bien desarrollados, intelectos agudos, y sentimientos especialmente cálidos".

## Galería

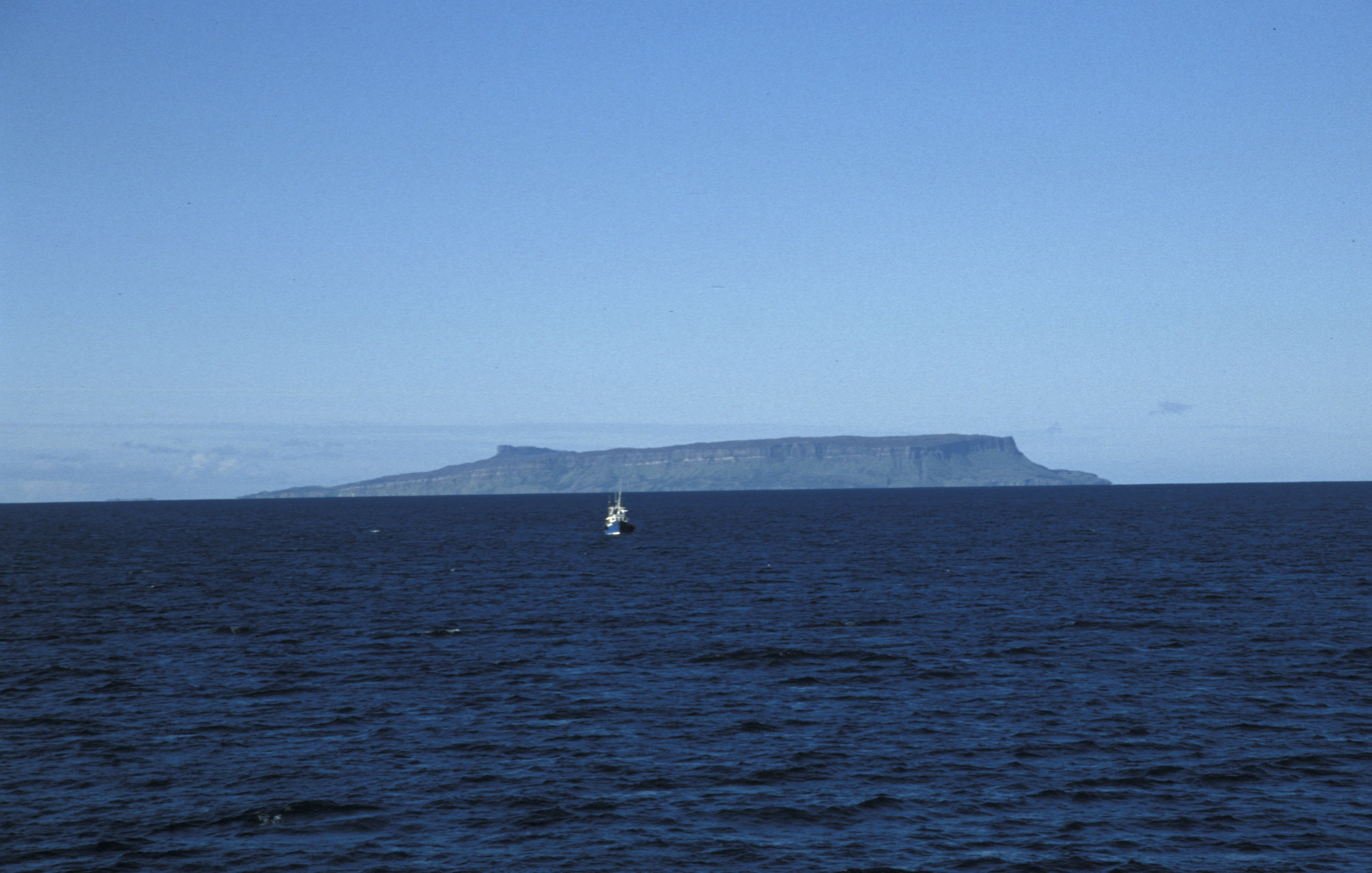
La isla de Eigg, vista desde el ferry
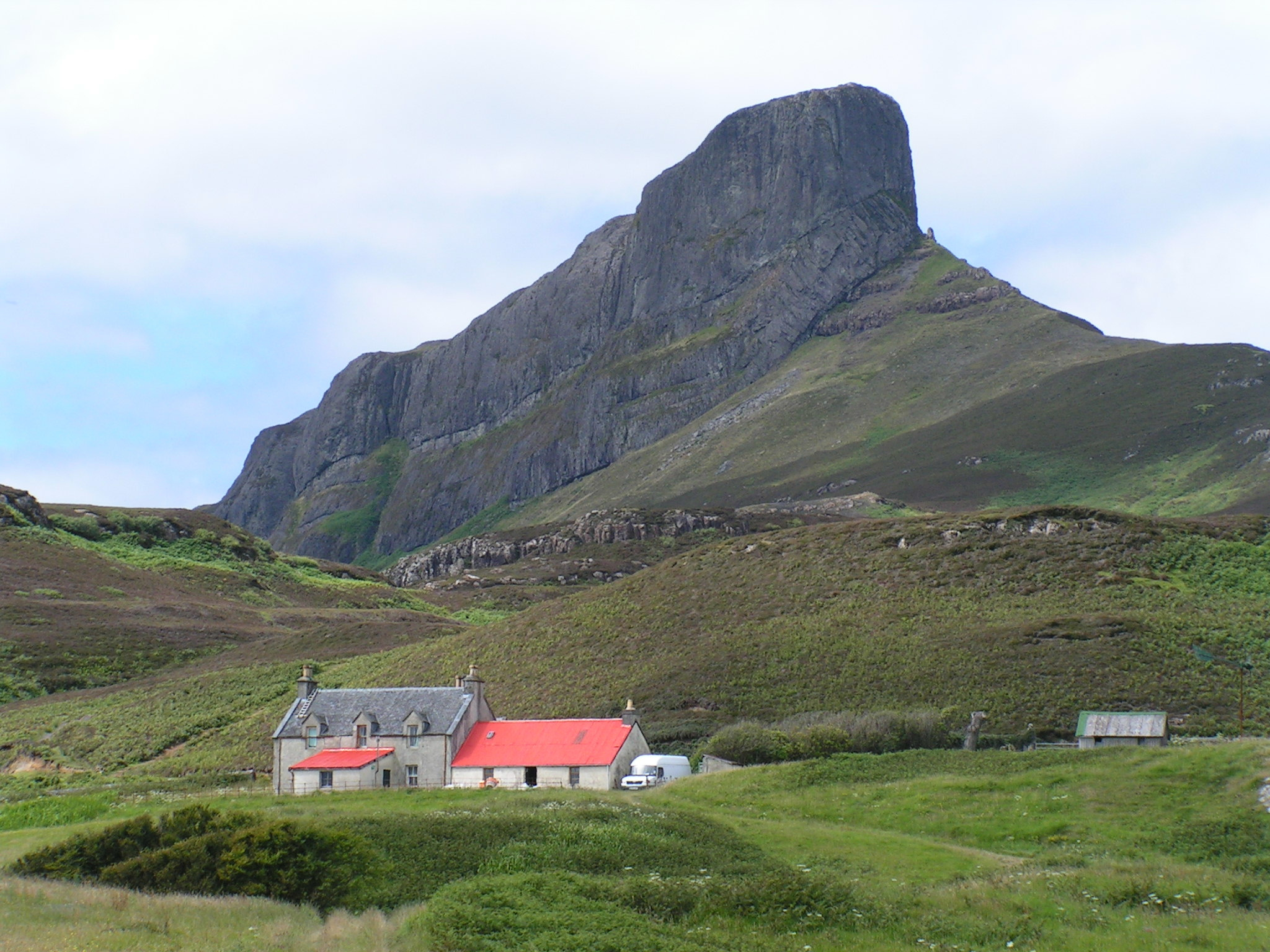
An Sgurr.